# Сельское поселение «Явленское»
Се́льское поселе́ние «Явленское» — муниципальное образование в Нерчинско-Заводском районе Забайкальского края Российской Федерации.
Административный центр — село Явленка.

## История
Статус и границы сельского поселения установлены Законом Читинской области от 19 мая 2004 года «Об установлении границ, наименований вновь образованных муниципальных образований и наделении их статусом сельского, городского поселения в Читинской области».

## Население
| 2010 | 2011 | 2012 | 2013 | 2014 | 2015 | 2016 |
| ---- | ---- | ---- | ---- | ---- | ---- | ---- |
| 698  | ↘697 | →697 | ↘665 | ↘648 | ↘629 | ↘607 |
| 2017 | 2018 | 2019 | 2020 | 2021 |      |      |
| ↘593 | ↘583 | ↘566 | ↘545 | ↘415 |      |      |

## Состав сельского поселения
| № | Населённый пункт | Тип населённого пункта       | Население |
| - | ---------------- | ---------------------------- | --------- |
| 1 | Явленка          | село, административный центр | ↘415      |